# Crocidura picea
Crocidura picea är en däggdjursart som beskrevs av Ivan T. Sanderson 1940. Crocidura picea ingår i släktet Crocidura och familjen näbbmöss. IUCN kategoriserar arten globalt som starkt hotad. Inga underarter finns listade i Catalogue of Life.
Denna näbbmus förekommer i bergstrakter i västra Kamerun. Utbredningsområdet ligger 1200 till 1800 meter över havet. Arten lever i fuktiga bergsskogar.